# El noticiero
El noticiero Televen es el espacio de noticias del canal Televen. Cuenta con dos emisiones al día, primera edición a las 6:05am la meridiana a las 12:00pm, y avances informativos. Su lema es Nuestro deber es informar, opinar es su derecho.

## Historia
En 1988, con el nacimiento de Televen surge bajo el nombre de Telediario. Sin embargo, sólo se transmitían avances del mismo. Al poco tiempo, al comenzar sus emisiones, se decidió adoptar el nombre El noticiero, el cual se conserva aún vigente.
Cuenta con avances, y un resumen informativo en el mañana, tarde, noche y madrugada. Es considerado uno de los noticieros más equilibrados.

## Emisiones
De 1988 hasta 1992
- Matutina: 6:00 a. m.
- Estelar: 7:00 p. m.

De 1992 hasta 1997
- Meridiana: 12:00 m. d. (media hora)
- Estelar: 7:00 p. m.

Desde 1997 hasta 2000
- Matutina: 6:00 a. m.
- Meridiana: 12:00 m. d.
- 30 minutos de El Noticiero: 7:30 p. m.
- Estelar: 10:00 p. m.

Desde 2000 hasta 2014
- Matutina: 8:00 a. m.
- Meridiana 12:00 m. d.
- Estelar: 11:00 p. m. (cambiado a las 11:30 p. m. por disposición de la Ley de Responsabilidad Social en Radio y Televisión)

Desde 2014 hasta 2020
- Matutina: 6:00 a. m.
- Meridiana 12:00 m. d.
- Estelar: 10:00 p. m.

Desde 2020 y 2021 hasta 2023
- Matutina: Inicialmente no transmitida desde inicios de la cuarentena social por COVID-19, pero en 2021 regresa al horario de las 6:00 a. m.
- Meridiana: 12:00 m. d.
- Estelar: No transmitida desde inicios de la cuarentena social por COVID-19, pero retransmite de la meridiana desde el 2021 a las 11 p. m.

#### Desde 2023
- Matutina: 6:00 a. m. a 8:00 a. m.
- Meridiana: 12:00 m. d.
- Estelar: A la medianoche, debido a que las 11:00 p. m. es el horario de las telenovelas brasileñas desde el 30 de mayo.

## Secciones
El noticiero cuenta con secciones de opinión, deportivas, tecnología (Tecnotips, conducida por Luis Atay desde sus inicios) y farándula, este último conocido con el nombre Lo Actual, que es la sección más reconocida del noticiero y como noticiero independiente a las 9:00 a. m.. En el caso de las entrevistas, se realizan en la emisión matutina.En 2023 se agregó una sección de los viernes llamado "Reporte Meridiano" sobre de tema en común. 

## Producciones Relacionadas
| Programas        | Presentador                                                          | Descripción | Horario                                            |
| ---------------- | -------------------------------------------------------------------- | --- | -------------------------------------------------- |
| Regiones         | Carlos Croes                                                         | Programa de entrevistas donde se entrevista principalmente a gobernadores, alcaldes y líderes comunitarios. En marzo del 2020 no transmitió debido al Covid-19, hasta que el 13 de marzo del 2023 regresa a transmitir luego de 3 años. | Lunes a viernes de 5:45am a 6am                    |
| Lo Actual        | - Estefanny Kolman - Mandi Meza - Maria Gabriela Rico - Maite Garcia | Lo Actual saliendo como una sección de El Noticiero, se moderniza en un programa interactivo, en el que especialistas en teatro, cine, moda y música serán los invitados para recibir las recomendaciones de la movida farandulera en el país. Además, de un segmento dedicado a conocer los proyectos actuales y futuros de diversas personalidades, imágenes exclusivas y reportajes especiales.          | Lunes a viernes de 9am a 10am                      |
| José Vicente Hoy | José Vicente Rangel                                                  | José Vicente Rangel opina y da entrevista todos los domingos a diferentes personalidades de la vida pública política. Cargado de denuncias para colaborar periodísticamente con el gobierno y hacer críticas "constructivas" para la oposición. | Domingos de 9am a 10am (Actualmente no transmite)  |
| Diálogo Con...   | Carlos Croes                                                         | El periodista larga trayectoria, Carlos Croes, puede sentarse a dialogar con los más altos representantes de la palestra pública, llevándolos a los niveles más profundos del pensamiento para disertar sobre su palabra y su obra. | Domingos de 8am a 9am                              |
| 100% Venezuela   | Jorge Labrador                                                       | Es un programa que refleja realidades de la mano de quien más necesita ser escuchado, sus impactantes historias son narradas por sus protagonistas, cuyo accionar consolida el porvenir de la nación, ciudadanos que a través de la cámara y el micrófono de 100% Venezuela dan a conocer su situación con la firme esperanza de que tras hacerla pública puedan lograr una ayuda o una solución inmediata. | Domingos de 10pm a 11pm (Actualmente no transmite) |

## Anclas a lo largo del tiempo
- Nelson Bocaranda
- Alejandro Escalona
- María Elena Useche
- Kristina Wetter
- Angie Pérez
- Raquel García
- Natalia Sayalero †
- José Marcano
- Rafael Ángel García †
- Miguel Ángel Rodríguez Vega
- Jenirée Blanco
- Juan Francisco Del Corral
- Víctor Hugo Bracamonte
- Getsury González
- Elvia Herrera
- René Rincón
- Arausi Armand
- Jaime Suárez
- Héctor Matos
- Yalitza Hernández
- Beatriz De Majo
- Luis Martínez
- Gaudy Perozo
- Eva Ekvall †
- Adrián Barros
- Claudia Hernández
- María Gabriela Otazo
- Goizeder Azúa
- Immer Sánchez
- Mitzilay Rojas
- Verónica Romero
- Mónica Bellot
- Laura Cruces
- Adriana Núñez Rabascall
- Marta Colomina
- Carlos Chirinos
- Oscar Sulbarán
- Carlos Fernandes
- Crusmila Ramos
- Gizel Mobayed
- Ricardo Salmerón
- Luis Atay